# 공화당 급진파
공화당 급진파(영어: Radical Republicans)란 1854년 이전(즉, 미국 남북전쟁 발발 이전)에서 1877년경(재건 시대의 끝무렵)까지 존재했던 미국 공화당의 좌익 파벌이다. 이 파벌은 스스로를 “급진파”(Radical)라고 칭했으며, 노예제는 반대하지만 그렇다고 당대 기준 급진적인 정책엔 동의하지 않던 공화당 내 온건 파벌들과 거리를 두었다.
급진파는 내전 기간 중 노예 제도를 강력하게 반대했으며, 종전 후에도 전(前) 남부 맹방을 신뢰하지 못하여 반역자들에게 엄격한 정책을 입안할 것을 요구했다. 또한 해방 노예의 생계 문제나 시민권, 선거권 문제에도 많은 관심을 가졌다.
남북 전쟁 기간 이들 중 일부는 링컨이 반란군에게 강경하지 못하다며 불만을 표출하기도 했으나, 노예해방선언이 이뤄지고 링컨이 1865년 노예제 폐지를 천명한 미국 수정 헌법 제13조를 통과시키거나 해방노예국 등을 설립할 땐 서로 힘을 합치기도 한다.
남북 전쟁이 끝나고, 급진파들은 참정권 보장과 같은 조치로 해방 노예에 대한 시민권을 요구했다. 그들은 전 남부 맹방에 대한 정치적 권한과 참정권을 제한하는 〈재건법〉(Reconstruction Acts)을 초안했다.
이들은 링컨이 사망한 이후 공화당을 휘어잡고 전후 인종 문제 등에 미온적이던 남부 출신 앤드루 존슨 대통령과 심하게 마찰했으며, 대통령의 권한을 줄이다 탄핵을 통해 그를 공직에서 제거하려고까지 했지만, 한 표의 부족으로 무산되었다. 그래도 존슨이 퇴임한 이후부턴 율리시스 S. 그랜트 정권기 동안 남부 흑인들을 위한 정책을 내놓으며 재건 시대를 이끌었다.

## 참고 문헌
주 자료
- Harper's Weekly news magazine
- Barnes, William H., ed. History of the Thirty-ninth Congress of the United States. (1868) useful summary of Congressional activity.
- Blaine, James.Twenty Years of Congress: From Lincoln to Garfield. With a review of the events which led to the political revolution of 1860 (1886). By Republican Congressional leader full text online
- Fleming, Walter L. Documentary History of Reconstruction: Political, Military, Social, Religious, Educational, and Industrial 2 vol (1906). Uses broad collection of primary sources; vol 1 on national politics; vol 2 on states full text of vol. 2
- Hyman, Harold M., ed. The Radical Republicans and Reconstruction, 1861-1870. (1967), collection of long political speeches and pamphlets.
- Edward McPherson,  The Political History of the United States of America During the Period of Reconstruction (1875), large collection of speeches and primary documents, 1865–1870, complete text online. [The copyright has expired.]
- Palmer, Beverly Wilson and Holly Byers Ochoa, eds. The Selected Papers of Thaddeus Stevens 2 vol (1998), 900pp; his speeches plus and letters to and from Stevens
- Palmer, Beverly Wilson, ed/ The Selected Letters of Charles Sumner 2 vol (1990); vol 2 covers 1859-1874
- Charles Sumner, "Our Domestic Relations: or, How to Treat the Rebel States" Atlantic Monthly September 1863, early Radical manifesto

연감
- American Annual Cyclopedia...1868 (1869), online, highly detailed compendium of facts and primary sources; details on every state
- American Annual Cyclopedia...for 1869 (1870) online edition
- Appleton's Annual Cyclopedia...for 1870 (1871)
- American  Annual Cyclopedia...for 1872 (1873)
- Appleton's Annual Cyclopedia...for 1873 (1879) online edition
- Appleton's Annual Cyclopedia...for 1875 (1877)
- Appleton's Annual Cyclopedia ...for 1876 (1885) online edition
- Appleton's Annual Cyclopedia...for 1877 (1878)